# Bandiera dell'Assia
La bandiera dell'Assia, in Germania, è composta da una bandiera bicolore con una striscia rossa in alto e una striscia bianca in basso, in rapporto 3:5. La bandiera di stato è simile, tranne per il fatto che reca lo stemma di stato al centro e può essere utilizzata solo da enti e servizi governativi.
I colori rosso e bianco si ispirano a quelli dello stemma ludovingio, raffigurante un leone con nove divisioni orizzontali bianche e rosse. Lo stemma fu ereditato dal Casato d'Assia dopo la sua separazione dal Langraviato di Turingia nel 1247, e la bandiera entrò in uso nel primo Langraviato d'Assia; L'attuale Granducato d'Assia utilizzava una bandiera con due strisce rosse, così come lo Stato popolare d'Assia fino al 1933.
La bandiera della Turingia fu introdotta nel 1920, con la sua formazione dagli stati frammentati della Turingia (il Ducato di Turingia era stato assorbito dalla Sassonia nel 1400), come retro della bandiera dell'Assia.
La bandiera civile dell'Assia ricorda quella di Monaco e, in particolare, dell'Indonesia.
Ricorda anche una delle bandiere dell'Alsazia.
Il Ministero degli Interni dell'Assia ha istituito diverse giornate ufficiali dedicate alla bandiera. In queste giornate, la bandiera dell'Assia (insieme alle bandiere dell'Unione Europea e della Germania) deve essere esposta su tutti gli edifici ufficiali.

## Storia

Città libera di Francoforte
Isenburg (1806–1815)
Regno di Vestfalia (1807–1813)
Granducato di Francoforte (1810–1813)
Elettorato d'Assia
Nassau-Usingen
Ducato di Nassau (1806–1866)
Granducato d'Assia (1806–1918)
Stato popolare d'Assia (1918-1945)
Stato libero di Bottleneck (1919–1923)
Provincia d'Assia-Nassau (1868–1944)
Provincia d'Assia (1944–1945)
Provincia di Nassau (1944–1945)